# La fabbrica di cioccolato (romanzo)
La fabbrica di cioccolato è un romanzo per bambini del 1964 dell'autore britannico Roald Dahl, che racconta le avventure del giovane Charlie Bucket all'interno della fabbrica di cioccolato di proprietà dell'eccentrico cioccolatiere Willy Wonka.
La storia è stata originariamente ispirata dall'esperienza di Roald Dahl con le aziende di dolciumi durante i suoi giorni come studente alla Repton School nel Derbyshire, in Inghilterra. La famosa ditta produttrice di cioccolato Cadbury spediva spesso una confezione di dolci come omaggio da far provare ai collegiali in cambio dei loro voti su dei foglietti; i prodotti che ottenevano i voti più alti venivano poi messi in commercio. A quel tempo (intorno agli anni venti), Cadbury e Rowntree's erano le due più grandi aziende di cioccolato d'Inghilterra e ciascuna di loro spesso cercava di rubarne i segreti commerciali mandando spie, fingendosi dipendenti, nella fabbrica dell'altra, ispirando l'idea di Dahl per le spie e i ladri di ricette apparsi nel libro (come il rivale di Wonka Slugworth). Per questo motivo, entrambe le aziende sono diventate molto protettive nei confronti dei loro processi di produzione del cioccolato. È stata una combinazione di questa segretezza e delle macchine elaborate, spesso gigantesche, della fabbrica che ha ispirato Dahl a scrivere la storia.
La fabbrica di cioccolato è spesso classificata tra le opere più popolari nella letteratura per l'infanzia, con oltre 20 milioni di copie vendute in tutto il mondo. Il sequel del libro, Il grande ascensore di cristallo, è stato scritto da Dahl nel 1971 e pubblicato nel 1972. Dahl aveva anche programmato di scrivere un terzo libro della serie ma non l'ha mai finito.
Da questa storia sono stati tratti quattro film: Willy Wonka e la fabbrica di cioccolato di Mel Stuart, La fabbrica di cioccolato di Tim Burton, il lungometraggio animato Tom & Jerry: Willy Wonka e la fabbrica di cioccolato e il film prequel Wonka.

## Trama
Un giorno Willy Wonka, il famosissimo proprietario della più grande fabbrica di dolciumi al mondo, decide di indire un concorso: in cinque delle sue tavolette di cioccolato, che possono essere acquistate in qualsiasi negozio del mondo, sono stati inseriti cinque biglietti d'oro e chi li troverà potrà trascorrere un giorno nella fabbrica di cioccolato ammirandone tutte le meraviglie e riceverà in regalo una scorta di cioccolato e di caramelle che durerà per tutta la vita. I fortunati bambini che trovano il Biglietto d'oro sono Augustus Gloop, un bambino molto goloso, Veruca Salt, una ragazzina molto viziata da suo padre, Violetta Beauregarde, campionessa mondiale di masticazione di gomme, Mike Tivù, un ragazzo teledipendente e infine Charlie Bucket, un ragazzino molto povero che abita in una misera casa con i genitori e entrambi i nonni che trova con un colpo di fortuna l'ultimo biglietto d'oro. All'entrata della fabbrica i cinque bambini e i parenti che li accompagnano incontrano Willy Wonka, un uomo stravagante e vengono introdotti nella fabbrica. Qui sono attratti dalle sue meraviglie e dagli Umpa Lumpa, delle creature dalle sembianze umane che il signor Wonka ha incontrato in un viaggio nella giungla e che hanno deciso di diventare i suoi operai a una sola condizione: Willy Wonka avrebbe dovuto offrire loro dei semi di cacao, di cui erano ghiottissimi ma che non riuscivano mai a procurarsi, essendo rarissima la pianta del cacao nella loro terra.
Mentre i visitatori sono guidati attraverso i settori della fabbrica, accadono quattro fatti che mettono fuori gioco i quattro bambini vittime dei loro vizi:
- Augustus Gloop vuole bere da un condotto di cioccolato fuso che scorre come un fiume, ma vi cade dentro e viene risucchiato in un tubo.
- Violetta Beauregarde mangia una gomma da masticare ancora sperimentale che contiene un intero pasto completo, dove però il dessert presentava ancora problemi, diventando tutta viola e gonfiandosi come un palloncino, tanto da sembrare un mirtillo.
- Veruca Salt, dopo che il padre non le ha permesso di avere uno degli scoiattoli ammaestrati che lavorano con gli Umpa Lumpa sgusciando le noci, decide di prenderne da sola uno, il quale però la butta nella spazzatura insieme a gli altri scoiattoli, compresi i suoi genitori.
- Mike Tivù decide di essere teletrasmesso negli spot televisivi delle tavolette Wonka, che permettono agli spettatori di prendere fisicamente le tavolette dallo schermo del televisore; nell'operazione il bambino viene rimpicciolito, diventando grande quanto una tavoletta di cioccolato.

Mentre Willy manda gli Umpa Lumpa a salvare i ragazzi, Charlie, l'unico a non possedere i vizi degli altri quattro bambini, poiché la sua povertà gli ha insegnato ad accontentarsi di poche cose, è il solo concorrente a uscire indenne dalla visita e perciò Wonka lo nomina erede della sua fabbrica. L'uomo felicissimo accompagna il bambino e suo nonno Joe che lo ha accompagnato alla visita a casa, con un grande ascensore di cristallo e uscendo vedono gli altri quattro bambini vincitori che hanno subito le conseguenze delle proprie azioni. 
- Augustus é dimagrito a causa della stretta che gli diede il tubo di cioccolata.
- Violetta è tornata normale ma è ancora viola.
- Veruca e i suoi genitori sono sporchi di immondizia.
- Mike è diventato altro tre metri a causa della macchina che lo avrebbe dovuto riportare delle sue grandezze normali.

Wonka dichiara che hanno avuto ciò che meritavano e Charlie si trasferisce con l'intera famiglia alla fabbrica di cioccolato per aiutare il signor Wonka a inventare nuovi dolci.

## Adattamenti cinematografici
- Willy Wonka e la fabbrica di cioccolato, film del 1971 diretto da Mel Stuart.
- La fabbrica di cioccolato, film del 2005 diretto da Tim Burton.
- Tom & Jerry: Willy Wonka e la fabbrica di cioccolato, film d'animazione del 2017 diretto da Spike Brandt, con protagonisti Tom e Jerry.
- Wonka, film del 2023 prequel del romanzo diretto da Paul King.

## Edizioni
La fabbrica di cioccolato Salani di Roald Dahl e Riccardo Duranti con le illustrazioni di Quentin Blake del 2017
- Roald Dahl, Willy Wonka e la fabbrica di cioccolato, traduzione di Adriana Giussani, Mondadori (Contemporanea),  pp. 148, cap. 29. Premio Calvi per la migliore traduzione e le canzoni in rima.
- Roald Dahl, La fabbrica di cioccolato, traduzione di Riccardo Duranti, Salani (Gl'Istrici), 1988,  pp. 196, cap. 30, ISBN 88-7782-060-8.